# Belogradtsjik (Vidin)
Belogradtsjik (Bulgaars: Белоградчик) is een dorp in Bulgarije. Het is gelegen in de gemeente Belogradtsjik, oblast Vidin en telt 5870 inwoners (2008).

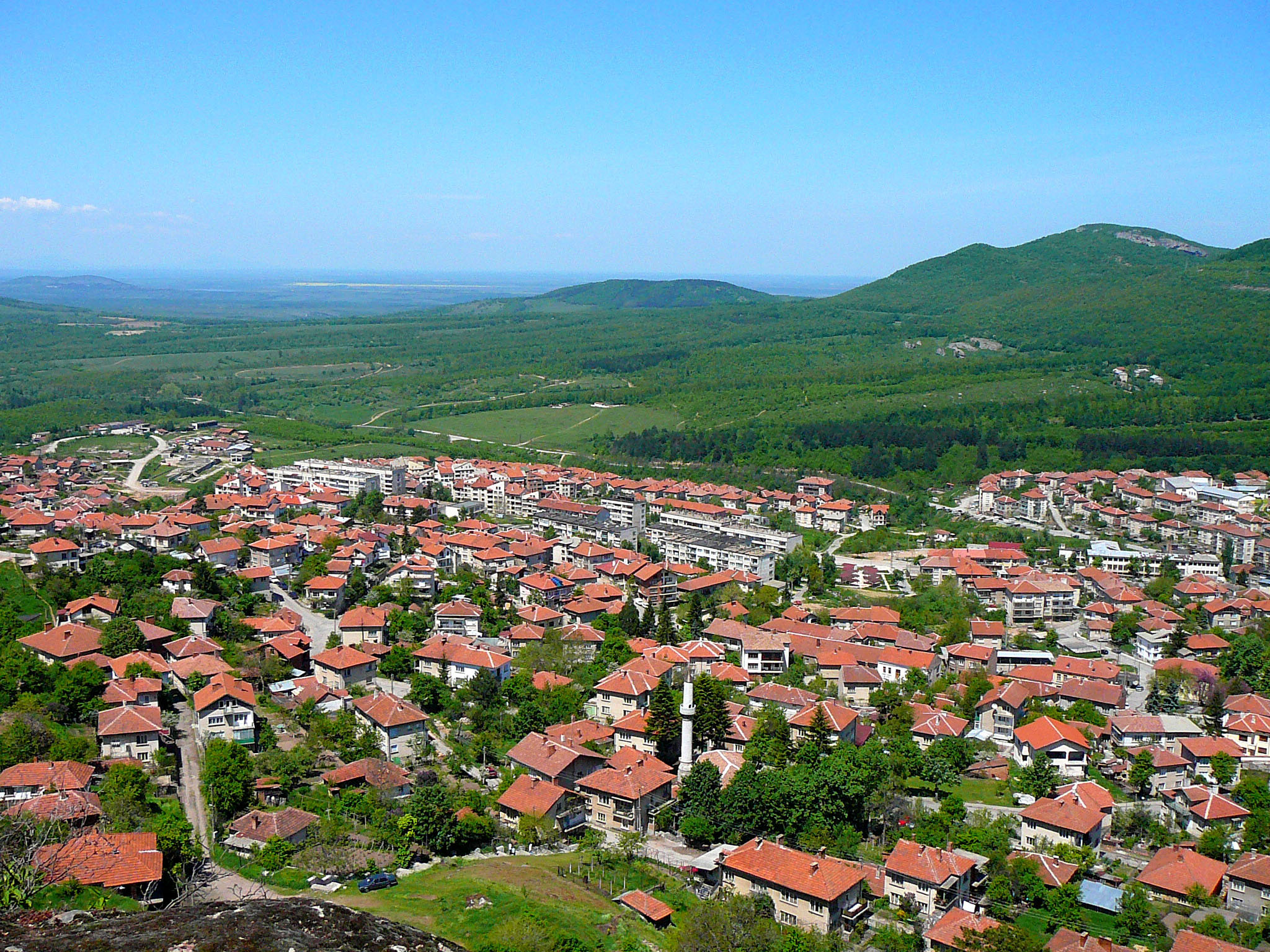

Belogradtsjik · Borovitsa · Chiflika · Dbravka · Granichak · Granitovo · Krachimir · Oshane · Prauzhda · Prolaznitsa · Rabisha · Rayanovtsi · Salash · Slivovnik · Stakevtsi · Struindol · Veshtitsa · Varba